# De Wolden
De Wolden este o comună în provincia Drenthe, Țările de Jos. 

## Localități componente
Alteveer, Anholt, Ansen, Armweide, Bazuin, Benderse, Berghuizen, Blijdenstein, Bloemberg, Braamberg, Buitenhuizen, Bultinge, De Oude Tol, De Stapel, De Stuw, De Tippe, De Wijk, Dijkhuizen, Dickninge, Drogt, Drogteropslagen, Dunnigen, Echten, Eemten, Engeland, Eursinge, Fort, Gijsselte, Haakswold, Haalweide, Hees, Hoge Linthorst, Kerkenveld, Koekange, Koekangerveld, Kraloo, Leeuwte, Linde, Lubbinge, Lunssloten, Middelveen, Nolde, Oldenhave, Oosteinde, Oosterwijk, Oshaar, Oud Veeningen, Paardelanden, Pieperij, Rheebruggen, Ruinen, Ruinerweide, Ruinerwold, Schottershuizen, Schrapveen, Steenbergen, Struikberg, Ten Arlo, Veeningen, Vuile Riete, Weerwille, Wemmenhove, Witteveen, Zuidwolde.